# Rasm al-Kurum
Rasm al-Kurum (arab. رسم الكروم) – wieś w Syrii, w muhafazie Aleppo. W 2004 roku liczyła 951 mieszkańców.